# Laulau
El lūʻau, luʻau, laulau, lū, rourou, rukau, fāfā, hāhā i palusami són plats relacionats que es troben arreu de la Polinèsia i que tenen com a ingredient principal les fulles de taro. Tot i que el taro és conegut generalment com un tubercle ric en midó, també se’n consumeixen les fulles (i les tiges). La recepta base és vegetariana. Sovint s’hi afegia llet de coco, i més tard carn o marisc. La textura del plat pot anar des d’una sopa espessa fins a un pastís dens.

## Etimologia
“Laulau” (proto-austronesi) descriu “cistell o fulles per servir o portar menjar; servir menjar”, amb cognats: laulau, rourou.
“Luu” (proto-polinèsic) descriu “fulles de taro com a aliment”, amb cognats: lū.
“Luukau” (polinèsic nuclear) descriu “verdures comestibles”, amb cognats: lūʻau, luʻau, rukau.
“Faa” (proto-austronesi) descriu “tiges (de planta)”, amb cognats: fāfā, hāhā.

## Història
El taro és un dels conreus més antics del món. Es creu que és originari de l’Índia i del sud-est asiàtic, i que va ser portat a les illes del Pacífic pels pobles austronèsics cap al 1300 aC, on es va convertir en un cultiu bàsic per als polinesis. Tot i que s’associa principalment amb el tubercle, se n’utilitzaven totes les parts.
A més, els austronèsics van portar amb ells porcs, gallines i gossos polinesis com a font de proteïna. Quan hi van arribar els navegants occidentals, van introduir aliments com ceba, tomàquet, carn en conserva i diverses espècies. El colonialisme va portar un producte que canviaria la dieta polinèsia: els aliments enllaunats, inclosa la molt apreciada corned beef. Els desastres naturals van comportar l’arribada d’ajuda alimentària procedent de Nova Zelanda, Austràlia i els Estats Units; més tard, amb les guerres mundials de mitjan segle XX, els aliments estrangers van passar a formar una part més important de la dieta diària, tot mantenint aliments ancestrals com el taro i els cocos.
Construir un forn de terra és una tasca molt laboriosa, que sovint es reserva per a grans festivitats o cerimònies religioses. Com que la terrissa no era coneguda a la Polinèsia antiga, els guisats es coïen al vapor en carabasses buides o closques de coco, que no eren conductors eficients de la calor. Per al consum diari, era més fàcil cuinar les fulles de taro en farcells per a forns més petits. Les fulles de taro contenen oxalat de calci que, en estat cru, pot causar una forta irritació a la boca i a la gola si no es couen prou bé.

## Varietats

### Illes Cook
A les illes Cook, rukau fa referència tant a les verdures de fulla (molt sovint rukau dalo, les fulles de la planta del taro) com als plats que se’n poden preparar, ja sigui en forma de guisat, com a farcell o cuinats al forn amb una cassola. En els plats de rukau s’utilitza àmpliament la llet de coco, juntament amb peix, xai i vedella en salmorra (corned beef). El rukau viti (Abelmoschus manihot) és una alternativa popular al rukau dalo.
En una versió més moderna, el rukau s’utilitza com a farcit de raviolis i també en pastissos coneguts com a rukau pies a Auckland.

### Fiji
En la cuina de les Fiji, el rourou (o roro) és un guisat de fulles de dalo (taro). Les fulles de taro (senceres o picades) s’afegeixen habitualment al líquid del guisat amb llet de coco sense escaldar-les prèviament. S’hi utilitzen sovint aromatitzants com ceba i all, així com espècies. Entre les proteïnes hi pot haver carn de vedella en conserva o tonyina enllaunada, o bé xai fresc. El guisat se sol servir amb iuca (bullida o fregida en forma de xips) o amb roti, de manera similar al saag dels indo-fijians.
Un altre mètode consisteix a farcir fulles fresques de taro amb un farciment de carn, enrotllar-les fermament (o fer-ne boles) i després coure-les en una olla, de manera semblant als dolma o a la col farcida. Aquestes boles es coneixen de vegades com a rourou balls o wacipoki. Quan aquests farcells es fan en paquets, sovint s’anomenen palusami, influenciat pel veí Samoa. Una altra tècnica de wacipoki consisteix a formar hamburgueses amb una barreja de fulles de taro escaldades i picades, ceba i espècies, fregir-les a la paella i després coure-les a foc lent en una salsa de llet de coco.  A causa de l’augment del preu del taro (i del menjar en general), de vegades s’hi afegeixen fideus instantanis com a element de farciment.

### Polinèsia francesa
El poulet fāfā és un guisat espès de poulet (del francès, “pollastre”) i fāfā (en tahitià, “fulles o brots de taro”). Influenciat per la cuina francesa, les receptes contemporànies solen presentar el pollastre com a ingredient principal, mentre que les fulles de taro, cuites amb llet de coco, actuen com a salsa. Sovint s’hi substitueixen les fulles de taro per espinacs. El més habitual és utilitzar pits de pollastre tallats a daus, però de vegades se serveixen cuixes senceres. Normalment s’hi afegeix ceba, juntament amb all o gingebre, i de vegades brou concentrat o curri en pols com a condiment. Se sol menjar amb taro rostit, fruïta del pa, moniatos o arròs.

### Hawaii
En el guisat lūʻau, lūʻau fa referència a les fulles joves de la planta de kalo (taro), tot i que en general significa fulles de taro com a ingredient. Les fulles s’escalden, s’escorren, es piquen i es combinen amb la carn fresca ja cuinada —pop (“calamar”), pollastre, vedella o porc— que s’ha sofregit amb ceba.
En els guisats més espessos que contenen “calamar” o pollastre, s’hi afegeix llet de coco i sucre. En canvi, els guisats amb vedella o porc solen ometre la llet de coco i es poden estofar juntament amb la cocció de les fulles de taro, condimentant-ho amb sal, bacallà salat (butterfish) o salmó salat. Generalment, se serveix amb arròs.

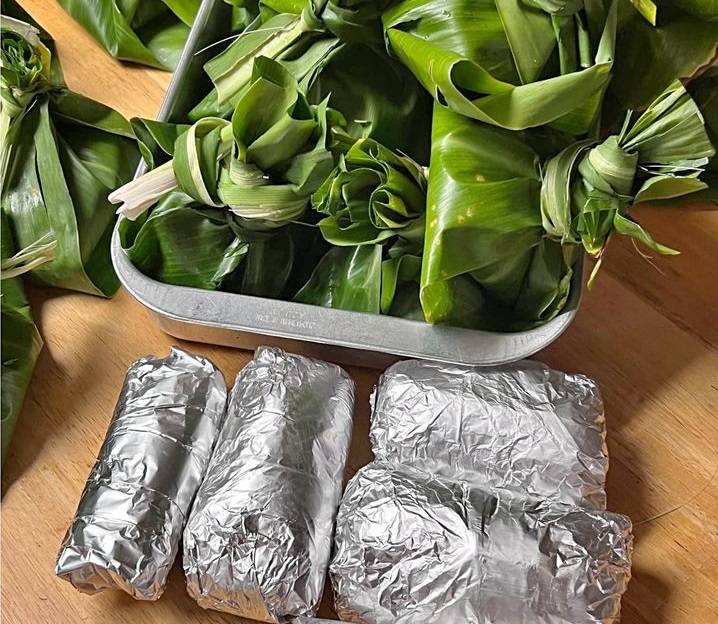
Laulau cru, embolicat amb fulla de ti i paper d’alumini.

El laulau (lit. “fulla fulla”) fa referència a les fulles de ti que tradicionalment s’utilitzen per embolicar el menjar. Fulles de taro senceres, més grans i madures (i també més joves), s’envolten al voltant de grans daus d’espatlla o panxeta de porc, vedella o cuixes de pollastre. Tradicionalment, s’hi afegeix un tros de bacallà juntament amb les altres carns com a condiment. De vegades també s’hi posa un tros de moniato. Es consumeix amb poi o arròs. A diferència de les seves variants polinèsies, aquest plat no conté llet de coco ni aromatitzants com ceba o all, ni altres espècies. Tanmateix, plats similars com el palusami samoà que es fan a Hawaii de vegades utilitzen el terme vernacle laulau quan es parla amb una persona no samoana.
L’hā, les tiges del taro, s’afegeixen habitualment al lūʻau i al laulau com a ingredient de farciment. Com a plat per si sol, les tiges es pelen i es tallen per preparar un guisat anomenat hāhā. S’amaneix amb sal, gambes seques, bacallà o salmó curat amb sal. L’hāhā es pot combinar amb porc o vedella, que normalment es cuinen separadament del guisat. En general, la cocció de les tiges de taro, per si soles, és la que requereix menys temps, ja que contenen la menor quantitat d’oxalat de calci. Aquest plat tampoc no conté llet de coco.

### Samoa

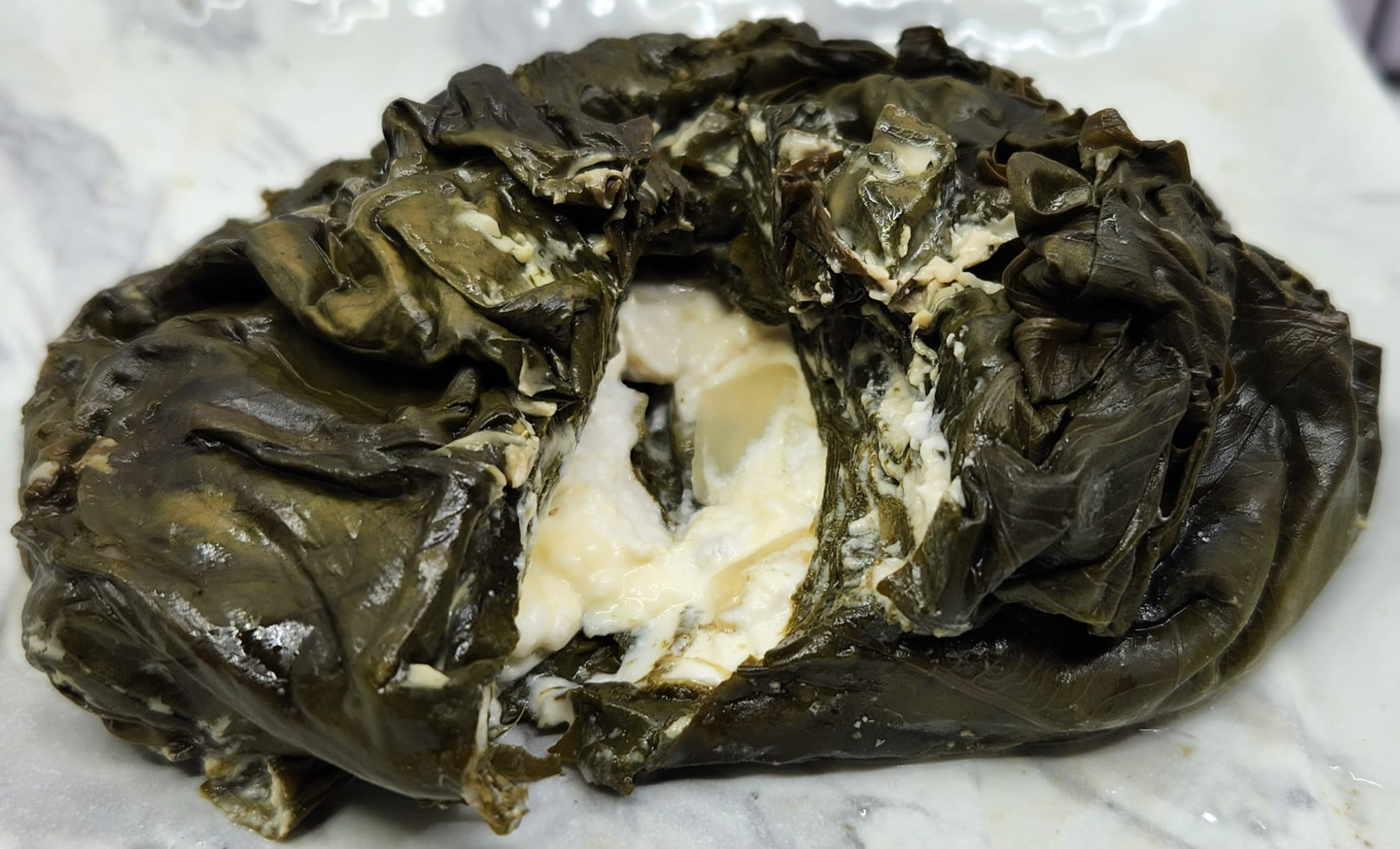
Palusami cuinat amb farciment de crema de coco i ceba.

Es creu que palusami és una contracció de l’expressió paʻapaʻa (luʻau) sami (“cuinar [fulles de taro] amb aigua de mar al foc”) o palu (luʻau) sami (“barrejar [fulles de taro] amb aigua de mar”). The dish is sometimes referred to as luʻau. Aquest plat també és conegut de vegades com a luʻau. El palusami, com bona part de la cuina samoana, es caracteritza per la seva riquesa, o lolo (lit. “gras”), plats abundants que sovint contenen una bona quantitat de crema de coco espessa (no confondre amb la “crema de coco” ensucrada). La proteïna preferida és la carn de vedella, o povi (lit. “bovina”), en forma de povi masima (lit. “vedella salada”) o pīsupo (lit. “sopa de pèsols”, terme general per a aliments en conserva).
El palusami es prepara disposant unes quantes fulles de taro, col·locant al centre una porció de vedella i ceba amb una bona quantitat de crema de coco, embolicant-ho amb paper d’alumini i coent-ho al vapor.

### Tonga
A Tonga, el lū talo se sol preparar en forma de farcells. Dues versions populars són el lū pulu (lit. “toro”), que fa referència a la vedella, i el lū sipi (lit. “ovella”), que fa referència al xai. Es pot utilitzar carn fresca, carn salmorra (masima) o carns en conserva (kapa), que són habituals. La carn de cavall (hoosi) també és una delicadesa. La crema de coco sovint es barreja amb la carn, especialment amb les carns en conserva, per formar una pasta fàcil de distribuir. També és habitual afegir-hi ceba picada, i de vegades tomàquet. També es preparen lū moa (pollastre) i lū ika (peix). Tradicionalment, els farcells s’emboliquen amb fulles de plataner, però avui dia és més comú utilitzar paper d’alumini. El kapisi pulu és una variant similar que utilitza kapisi (lit. col).

## Actualitat
Les noves tecnologies han facilitat reduir el temps de cocció del taro. Els plats es poden cuinar al foc en vaporera o al forn, o bé en olles a pressió i olles de cocció lenta (crock pots) amb control de temperatura. Avui dia, plats com el laulau, el palusami o el lū pulu, que tradicionalment es fan en forma de farcells, de vegades eviten la tasca feixuga d’embolicar-los preparant-los en grans quantitats com si fossin una cassola, fent-los més semblants als seus equivalents en forma de guisat. En zones on les fulles de taro no es venen o no es troben, els expatriats que viuen a l’estranger les substitueixen per espinacs, bledes, collard greens, kale o altres verdures de fulla verda. I on no es poden trobar fulles de ti o de plataner, s’utilitza paper d’alumini, paper de forn o fulles de blat de moro.
És un menjar preferit de l’activista pels drets humans Maluseu Doris Tulifau.